# Svartgölen (Tranås socken, Småland)
Svartgölen är en sjö i Tranås kommun i Småland och ingår i Motala ströms huvudavrinningsområde.